# شیخ زین‌الدین بابا

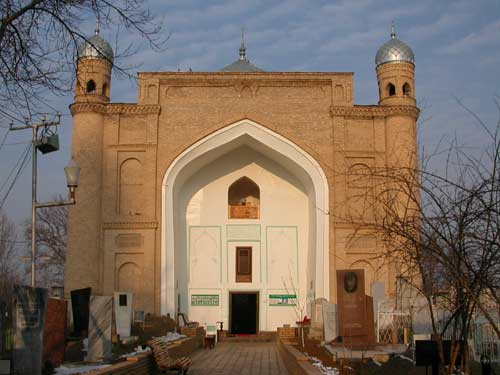
آرامگاه شیخ زین‌الدین در تاشکند

شیخ زین‌الدین بابا پسر بنیانگذار فرقه سهروردیه، ابونجیب سهروردی (۱۰۹۷–۱۱۶۸) بود که برای انتشار افکار پدرش روانه تاشکند شد و در همان شهر درگذشت.

## زندگی
شیخ زین‌الدین بابا پسر ضیاءالدین ابوالنجیب عبدالقاهر سهروردی بود که از فقیهان و مشایخ صوفیه سده ششم هجری و آغازگر و مرکز اتصال برخی سلاسل صوفیه، از جمله سلسله سهروردیه به‌شمار می‌رود. ابوالنجیب پسرش را برای انتشار افکارش به تاشکند فرستاد. شیخ زین‌الدین پس از گسترش فرقه سهروردیه در تاشکند درگذشت و در قبرستان روستای عارفان آن سوی دروازه کوکچه (تاشکند امروزی) به خاک سپرده شد.
آرامگاهی بر بنای او در سده ۱۶ میلادی ساخته شد که در اواخر سده نوزدهم بازسازی شد. در این آرامگاه حجره چله‌نشینی شیخ قرار دارد که او در آنجا مراقبه‌های ۴۰ روزه خود را انجام می‌داد.